# Deportivo LSM
Deportivo LSM é um clube de futebol uruguaio fundado em 17 de fevereiro de 2021 pelo jogador Luis Suárez, com sede em Ciudad de la Costa, no departamento de Canelones. Inicialmente denominado Deportivo LS, o clube passou a se chamar Deportivo LSM SAD em maio de 2025, após a entrada de Lionel Messi como sócio.
O clube compete tanto com equipes masculinas quanto femininas afiliadas à AUF. O time feminino disputa a Divisional B, enquanto o masculino passou a competir na Divisional D a partir de 2025.

## História

### Fundação e primeiros anos

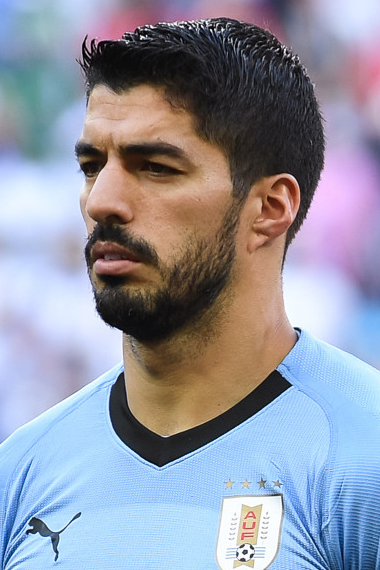
Luis Suárez, fundador do clube.

O clube foi oficialmente apresentado por Suárez em 5 de março de 2025, como um projeto voltado à formação esportiva fora da capital Montevidéu. Sua localização em Ciudad de la Costa foi escolhida estrategicamente para captar talentos locais.
Desde o início, o Deportivo LS se estabeleceu como sociedade anônima desportiva e atuou em ligas universitárias e competições de base. Suas atividades incluem outras modalidades esportivas além do futebol.
O rápido crescimento da estrutura e a ambição de competir em divisões profissionais despertaram atenção nacional e internacional.

### Ingresso na AUF e chegada de Messi
Primeiramente o clube ingressou no futebol feminino da AUF e nas categorias de base. Em 26 de maio de 2025, foi oficialmente aceito pela AUF para disputar a Divisional D masculina a partir da temporada de 2025.
No dia seguinte, 27 de maio, foi anunciada a mudança de nome para Deportivo LSM SAD, após a entrada de Lionel Messi como sócio.

### Temporada 2025
A estreia do clube na Divisional D envolveu novidades na comissão técnica. Álvaro Recoba foi cogitado como treinador, e Sebastián Taramasco confirmado como gerente desportivo. O elenco principal é composto por atletas formados nas categorias de base do clube.

## Uniformes
Titular: Camisa verde, calção e meias azul-escuro.
Alternativo: Camisa branca, calção e meias brancas.

## Instalações

### Complexo LS
O Complexo LS, também conhecido como Complexo Suárez, abriga campos de futebol 5, vestiários e salas multiuso. Está localizado entre os bairros Carrasco e Shangrilá, em Ciudad de la Costa.

### Ciudad Deportiva LS
A Ciudad Deportiva LS é um complexo esportivo que conta com estádio de futebol, campo de futebol 7, quadra de hóquei e áreas com gramado natural e sintético.